# 대한민국-몰타 관계
대한민국-몰타 관계(몰타어: Relazzjonijiet Korea-Malta)는 대한민국과 몰타의 양자 관계이다. 양국은 1959년 수교하였으며, 상주 공관은 없다. 한국은 주이탈리아 대한민국 대사관이, 몰타는 주중국 몰타 대사관이 각국에 대한 업무를 겸임하고 있다. 2016년에는 수교 이후 처음으로 윤병세 외교부 장관이 몰타를 방문하여 조지프 무스카트 몰타 총리에 이어 조지 벨라 외교부 장관을 만나고 회담을 가졌다. 2023년에는 이안 보르즈 외교부 장관이 한국을 방문하여 회담을 가졌다.

## 같이 보기
- 대한민국의 대외 관계
- 몰타의 대외 관계